# London Olympians
Die London Olympians sind ein American-Football-Team, das im Londoner Stadtteil Southwark ansässig ist. Das Team wurde 1983 gegründet und konnte 1993 und 1994 jeweils den Eurobowl gewinnen. Auf nationaler Ebene gewannen die Olympians neunmal den BritBowl und sind damit bis heute britischer Rekordchampion.

## Geschichte
Die Olympians wurden 1983 als Streatham Olympians gegründet. Der Name Olympians geht auf den Namen einer Trainingshalle in Streatham zurück, in dem die Gründungsmitglieder regelmäßig trainierten.
Die Olympians nahmen 1985 an der American Football League United Kingdom (AFLUK), einer von zwei Ligen, die in diesem Jahr gegründet wurden, teil. In den Play-offs schalteten sie überraschend den Favoriten Birmingham Bulls mit einem 13:12-Sieg aus. Nach einer Niederlage im Finale gegen die London Ravens beendeten die Olympians ihre erste Saison mit einer Vizemeisterschaft.

## Erfolge
- Eurobowl
  - Sieger: (2) 1993, 1994
  - Vize: 1995

- BritBowl
  - Sieger: (9) 1994, 1998–2003, 2005, 2006
  - Vize: (2) 1995, 2004

- Euro Cup: Sieger 1999